# زنبور ألماني
زُنبور ألماني أو زنبور جرماني أو الدبور الأصفر الألماني (الاسم العلمي Vespula germanica)، نوع من الزنبار الواسع الأنتشار. ذكره يطول من 13 إلى 15 مم. أنثاه من 16 إلى 20 وعاملته من 9 إلى 14 مم. يقيم خشاءه في التربة، يبنيه بالمواد الخشبية المنحلة التي تبدو كالورق. ثوله يعد من 10000 إلى 100,000 زنبور. قوته الثمار واللحوم وما يقنصه من حشرات.